# Doricha
Doricha é um género de beija-flor da família Trochilidae.
Este género contém as seguintes espécies:
- Doricha eliza (Lesson e Delattre, 1839)
- Doricha enicura (Vieillot, 1818)